# 大髙雄一郎
大髙 雄一郎（おおたか ゆういちろう、1987年12月18日 - ）は、東京都八王子市出身の俳優。Theatre劇団子、地球儀所属。以前はスターダス・21に所属していた。

## 人物
身長180cm。体重72kg。血液型O型。
趣味は殺陣、カラオケ、サイクリング、麻雀、酒。特技はマカコ、サッカー、ピアノ。

## 出演作品

### 舞台
- Theatre劇団子公演
  - トレジャーのある街'08（2008年）※デビュー作[3]
  - シアター!（2011年） - 石丸翼
  - 落人たちのブロードウェイ（2012年） - 小松大吉
  - 恋するロビンソン（2012年） - 早乙女泰三
  - 31st Act「セリフを下さい」（2016年）
- NoH-Ra公演（2012年）
  - グリーンベンチ - 谷口正彦
  - 裏切りは僕の名前を知っている Vol.3 -深紅にとけゆく想いの果てに- - バスキア
- 演劇集団WHATCOLOR「新・七夕伝説『煌星★天女』」（2012年） - コライ
- ら・むうん公演「なぞらえ屋～開闢九重千曳～」（2012年） - 坂東宗輔
- クロジ公演
  - 第12回「ヒルコ」（2013年）
  - 第13回「花の棺」(2014年）
  - 第14回「パビリオンの星空」（2015年）
  - 第15回「きんとと」（2016年）
  - 第16回「銀の国金の歌」（2017年）
  - ポリトゥスの蟲（2019年）
- Marmoset MarmoPetsVol.参「男郎華～おとこえし～」（2013年） - しぐれ
- Moshショコレ05 「理由なき反抗」（2013年）
- タンバリンプロデューサーズ×LIVEDOGプロデュース公演「愛しのダンスマスター」（2014年）
- パ・ド・ドゥ公演｢ガチとの遭遇2｣（2014年）
- ガラスの仮面（2014年） - 暴走族
- ウレロ☆未解決少女（2014年） - 大蛇（おろち）
- 劇団ヘロヘロQカムパニー公演
  - 無限の住人 - 偽一
    - 無限の住人（2016年）
    - 無限の住人 完結編（2018年）

  - 犬神家の一族（2017年） - 犬神佐武
  - 冒険秘録 菊花大作戦（2019年）
  - 万歳! ゆめのコメディ演劇祭! ～芝居を招いて町おこし（2021年）
  - 悪魔の手毬唄（2024年）
- ラゾーナ川崎プラザソル開館10周年記念公演「ハムレット」（2017年）
- 銀河英雄伝説（2019年） - ワルター・フォン・シェーンコップ
  - 銀河英雄伝説 Die Neue These 〜第二章 それぞれの星〜
  - 銀河英雄伝説 Die Neue These 〜第三章 嵐の前〜
- かまいたちの夜～THE LIVE～（2024年）

### テレビドラマ
- 日曜劇場 / 新参者（2010年、TBS）
- 夏の恋は虹色に輝く（2010年、フジテレビ）
- SHARK（2014年、日本テレビ）
- 金曜ドラマ / ウロボロス〜この愛こそ、正義。（2015年、TBS） - ウェイター
- 土曜ワイド劇場 / 刑事一徹（2015年、テレビ朝日） - 滝沢一真
- 人間観察ミーティングドラマ「ただいま会議中」（2015年9月、NHK Eテレ）
- よろず屋ジョニー（2015年、フジテレビ ONE TWO NEXT） - 武内
- BS時代劇 / 立花登青春手控え（2016年、NHK BSプレミアム） - 新助
- 水曜ドラマ / 家売るオンナ（2016年、日本テレビ）
- 土曜ドラマ24 / 潜入捜査アイドル・刑事ダンス（2016年、テレビ東京）
- 相棒15（2017年、テレビ朝日） - 捜査員
- CRISIS 公安機動捜査隊特捜班（2017年、フジテレビ）
- 連続ドラマW（WOWOW）
  - アキラとあきら（2017年） - 行員
  - 鉄の骨（2020年）
- 日曜ワイド→日曜プライム（テレビ朝日）
  - 白い刑事（2017年） - 刈谷孝一
  - 刑事・横道逸郎（2018年） - 岸谷新太郎
  - 鉄道捜査官18（2018年） - 窪塚力
- 世にも奇妙な物語 秋の特別編「運命探知機」（2017年、フジテレビ） - 彼氏
- 日曜ドラマ / ニッポンノワール-刑事Yの反乱-（2019年、日本テレビ）
- 金曜ナイトドラマ / 24 JAPAN（2021年、テレビ朝日）
- ゆるキャン△スペシャル（2021年、テレビ東京）
- 特捜9（2024年、テレビ朝日） - アパートの住人

### テレビ番組
- ゴッドタン（テレビ東京）
  - 第1回バカヤロウ徒競走（2012年）
  - 第2回バカヤロウ徒競走（2012年）
  - 第3回バカヤロウ徒競走（2012年）
  - 芸能界ストイック暗記王13（2014年）
  - マジ歌ライブ2017〜マジ武道館〜（2017年）
  - 第5回バカヤロウ徒競走（2019年）
  - 第7回バカヤロウ徒競走（2022年）
- ドッキリアワード2014 「ぴったんこ・カンカン篇」（2014年） - 久本雅美の結婚相手
- 時代変われば! ～昔のニッポンは衝撃の習慣だらけ～（2015年、TBS） - 為吉
- SICKS〜みんながみんな、何かの病気〜（2015年、テレビ東京） - 生徒
- フルタチさん（2016年、フジテレビ）
- 密着! 交通事故鑑定人SP「大阪バイク事故」（2017年、フジテレビ） - 熊谷鑑定人
- ありえへん∞世界（2019年、テレビ東京）
- ソクラテスのため息〜滝沢カレンのわかるまで教えてください〜（2020年、テレビ東京）
- 有田Pおもてなす（2021年、NHK総合）
- 背筋も凍るほわ〜い話 第6弾（2023年、TBS） - 包帯男

### 映画
- 荒くれKNIGHT 最凶暴走族「がらがら蛇」VS湘南最強BIKEPACK「輪蛇」（2007年、トルネード・フィルム）
- グミ・チョコレート・パイン（2007年） - ジャニーズ
- クリスマスの夜空に（2011年）
- ゴッドタン キス我慢選手権 THE MOVIE2 サイキック・ラブ（2014年、東宝映像事業部） - 血濡れの兵士

### ラジオドラマ
- NISSAN あ、安部礼司 〜 beyond the average 〜（2018年 - 、TOKYO FM） - 出向旺次郎

### CM
- Jリーグ - 会社員
- シオノギ製薬 - 同僚
- 東京ディズニーシー - 友人
- バンダイスピリッツ 一番くじ ドラゴンボール（2020年）

### PV
- ら・むうん - 明超次 / ジエンド
  - ジエンド - 主演
  - セイル

### WEB
- ゴッドタン 「バカヤロウ徒競走」ドラゴンエッグ・インフォマーシャル（2022年、YouTube）
- Fischer's -フィッシャーズ-「人の家を勝手に会社オフィスにリフォームして働かせてみたwww」（2024年、YouTube）

### イベント
- HY TI-CHI TA-CHI MI-CHI PAPADE TOUR 2012（2012年） - 前説、セーラー
- ゴッドタン 「マジ歌ライブ2013」（2013年） - ヤンキー
- NISSAN あ、安部礼司 〜 beyond the average 〜 - 出向旺次郎
  - 「あ、安部礼司」オンラインフェスティバルABE Tube2023（2023年）
  - 『NISSAN あ、安部礼司〜BEYOND THE AVERAGE〜』東京FMリスナー感謝祭 in LINE CUBE SHIBUYA（2024年）

### モデル
- 銀座ブロッサム - ブライダルモデル